# Frid Ingulstad
Frid Ingulstad (ur. 4 września 1935 w Oslo) – norweska powieściopisarka. Napisała między innymi słynną sagę Przepowiednia Księżyca (Ingebjørg Olavsdatter), składającą się z 45 tomów.
Nim została pisarką pracowała jako radiotelegraf na morzu i stewardesa. Napisała ok. 200 książek, w tym powieści historyczne, dla dzieci i młodzieży oraz dokumenty. W 2007 roku wydała autobiografię pt. Moja historia (Min historie).

## Wybrane utwory
- Przeklęte srebro (Sølvets forbannelse)
- Mnich (Munken)
- saga Królowe Wikingów (Kongsdøtrene)
- saga Wiatr Nadziei (Sønnavind)